# The Figurehead
The Figurehead è un film muto del 1920 diretto da Robert Ellis.

## Trama
Jim Durfee e Gordon Freeman sono due politicanti corrotti che hanno nelle loro mani la città di Bolton. Per continuare a detenere il potere dietro le quinte, candidano alla carica di sindaco Sheridan Dows, soprannominato Sherry, un giovanotto che però sorprende tutti prendendo molto sul serio la sua nuova carriera. Con la collaborazione di Mary Forbes, Sherry guadagna il sostegno popolare.
I due politici complottano allora per screditare Sherry e Mary. Ma Sherry li raggira. Durfee promuove una serie di articoli contro il giovane che gli provocano una perdita di credibilità. Mary riesce però a convincere l'editore a confutare le tesi di Durfee. La nuova campagna giornalistica in suo favore, riporta in auge Sherry presso i suoi elettori e gli fa vincere l'elezione.

## Produzione
Il film fu prodotto dalla Selznick Pictures Corporation.

## Distribuzione
Il copyright del film, richiesto dalla Selznick Pictures Corp., fu registrato il 14 giugno 1920 con il numero LP15259.
Distribuito dalla Select Pictures Corporation, uscì nelle sale cinematografiche USA il 14 giugno 1920.